# Roter Graben (Schwäbische Rezat)
Der Rote Graben ist ein Bach im mittelfränkischen Landkreis Weißenburg-Gunzenhausen.

## Verlauf
Der Bach entspringt nordwestlich von Mannholz am Rand des Gebietes der Marktes Pleinfeld bei einigen Waldteichen auf einer Höhe von etwa 460 m ü. NHN. Er durchläuft die kurze Hangkerbel Tiefer Graben, tritt wieder flacher kurz aufs Gebiet der Gemeinde Röttenbach über und läuft dann im Fürstenwald wieder durch Pleinfelder Gebiet. Er fließt unter der Bundesstraße 2 hindurch und weiter durch das Waldstück Kapellenschlag. Gegenüber von Mackenmühle mündet er nach etwa 3,6 km langem Lauf auf etwa 361 m ü. NHN von rechts in die Schwäbischen Rezat.